# Amin Salim Džardžora
Amin Salim Džardžora (hebrejsky אמין-סלים ג'רג'ורה;‎ 1886, Nazaret, Osmanská říše – 20. srpna 1975, Izrael) byl izraelský politik a poslanec Knesetu za stranu Demokratická kandidátka Nazaretu.

## Biografie
Narodil se v Nazaretu v tehdejší Osmanské říši (dnes Izrael). V Nazaretu navštěvoval školu. Pak studoval na právní škole v Jeruzalému. Do roku 1914 učil na ruské škole v Nazaretu. V letech 1914–1918 sloužil v turecké armádě. V letech 1922–1926 přednášel na vysoké škole al-Rašidija v Jeruzalému, pak působil jako právník v Nazaretu a Haifě. Patřil do komunity izraelských Arabů.

## Politická dráha
V izraelském parlamentu zasedl po volbách v roce 1949, kdy kandidoval za Demokratickou kandidátku Nazaretu. Byl členem parlamentního výboru pro ústavu, právo a spravedlnost, výboru House Committee a výboru pro prozatímní ústavu. V letech 1954–1960 byl starostou Nazaretu.